# Pella, Africa de Sud
Pella este un oraș din provincia Noord-Kaap, Africa de Sud.